# Sumpevighedsblomst
Sumpevighedsblomst (Gnaphalium uliginosum), ofte skrevet sump-evighedsblomst, er en enårig, 5-20 centimeter høj plante i kurvblomst-familien. Det er en gråfiltet plante, hvis opstigende stængel bærer udspærret oprette grene med i spidsen små, blegbrune blomsterkurve i tætte nøgler. Bladene er lancetformede og cirka 2,5 centimeter lange.
Sumpevighedsblomst kan i løbet af blot tre uger, efter at dens frø er spiret, udvikle sig til en blomstrende og frugtbærende plante.

## Udbredelse
Arten er udbredt i Europa og Vestasien samt indslæbt til Nordamerika.
I Danmark er sumpevighedsblomst temmelig almindelig på vandlidende agerjord, ved søer og vandhuller og langs fugtige skovveje. Blomstringen sker i juli og august.